# Diocese de Jequié
A Diocese Jequié (em latim: Dioecesis Iequieana) é uma circunscrição eclesiástica da Igreja Católica situada no estado da Bahia, Brasil. Foi criada em 7 de novembro de 1978 pela bula Quo Absolutius, do Papa João Paulo II, sendo desmembrada das dioceses de Amargosa e Vitória da Conquista.
Seu primeiro bispo foi Dom Cristiano Jakob Krapf, seguido por Dom José Ruy Gonçalves Lopes, O.F.M. Cap., que posteriormente foi transferido para a Diocese de Caruaru-PE. Atualmente, o terceiro bispo diocesano é Dom Paulo Romeu Dantas Bastos.
A diocese abrange 22 municípios e é composta por 39 paróquias e 1 santuário, sendo que 15 paróquia estão localizadas na cidade de Jequié, sede da diocese. Ela é sufragânea da Província Eclesiástica de Vitória da Conquista, à qual está subordinada.

## História
Em 7 de novembro de 1978: Constituída como Diocese de Jequié da Diocese de Amargosa e Diocese de Vitória da Conquista

## Bispos
Ao longo de sua história teve três bispos diocesanos:
|        | Nome                                 | Período    | Notas                    |
| Bispos | Bispos                               | Bispos     | Bispos                   |
| ------ | ------------------------------------ | ---------- | ------------------------ |
| 3º     | Paulo Romeu Dantas Bastos            | 2021-atual |                          |
| 2º     | José Ruy Gonçalves Lopes, O.F.M.Cap. | 2012-2019  | Nomeado bispo de Caruaru |
| 1º     | Cristiano Jakob Krapf                | 1978-2012  | Bispo emérito            |